# Lamborghini Urus
El Lamborghini Urus es un SUV de lujo diseñado por el fabricante italiano Lamborghini. El coche fue presentado el 4 de diciembre de 2017 y se lanzó al mercado para el año modelo 2018. El nombre proviene del Urus, el antepasado del ganado doméstico moderno, también conocido como el Bos primigenius.

## Concepto
El automóvil conceptual fue presentado en el salón del automóvil de Pekín el 23 de abril de 2012. El automóvil conceptual fue también mostrado en Pebble Beach en 2012.

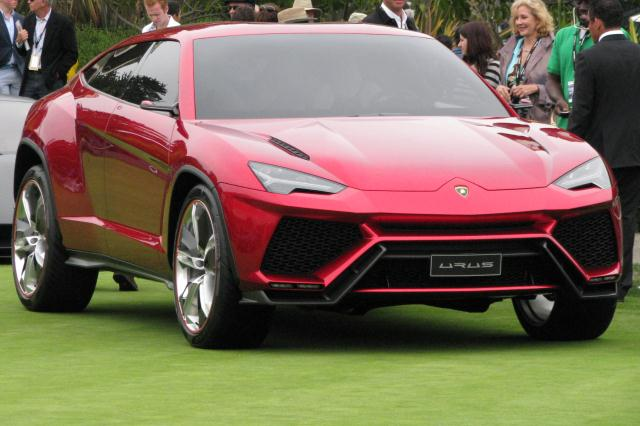
Prototipo de Urus.
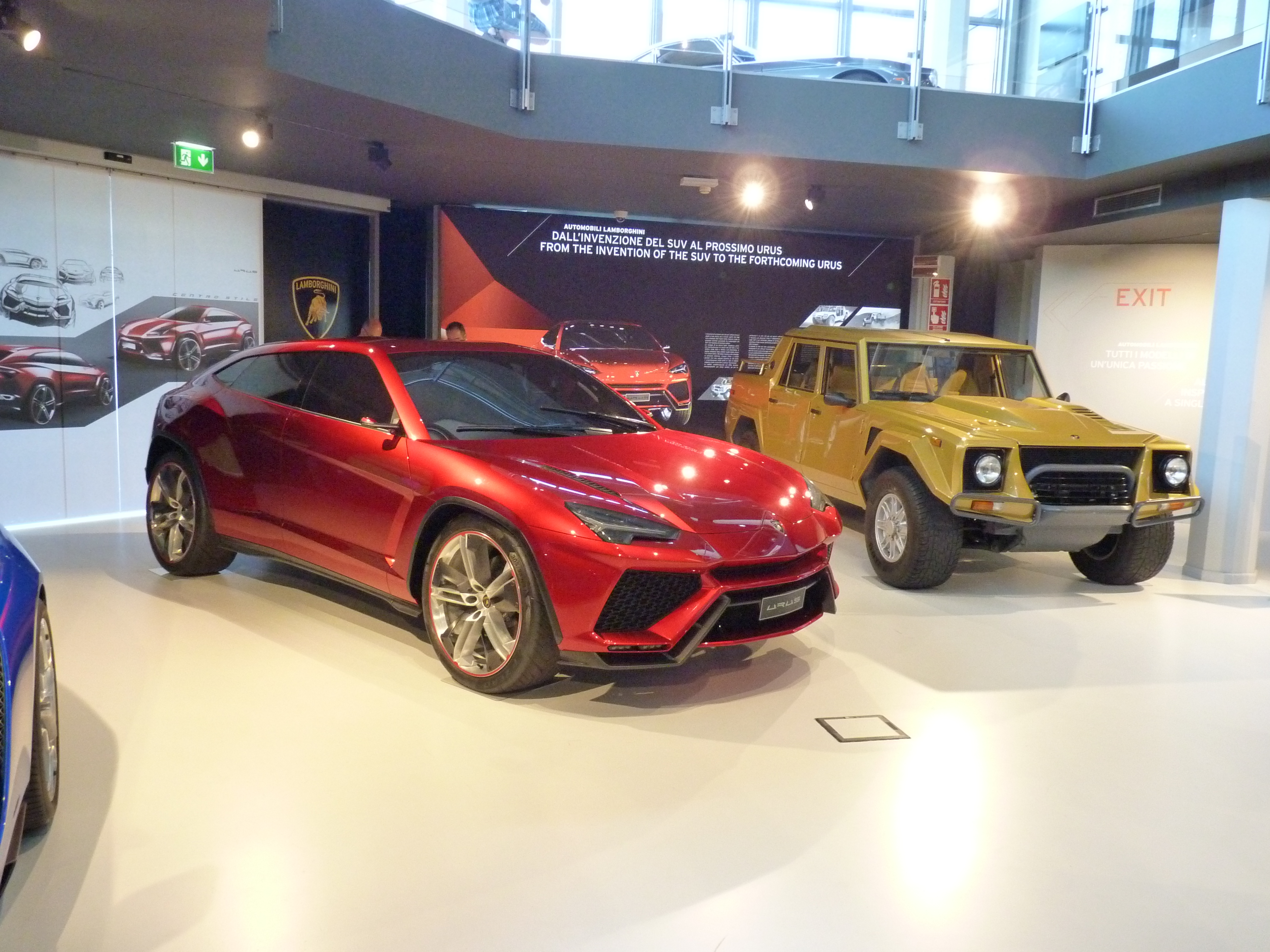
Prototipo de Urus junto a un Lamborghini LM002.

## Motor
El Lamborghini Urus no usará los motores V10 o V12 de aspiración natural de Lamborghini. En cambio, El grupo Volkswagen ha desarrollado un nuevo V8 twin-turbo de 4.0 L. Lamborghini afirma que este motor solo se usará en la Lamborghini Urus y en algunos modelos de Audi RS y en la línea A8, y que se comparte con Bentley en el coupé Continental V8 y Flying Spur V8.

## Especificaciones
El Lamborghini Urus es mucho más liviano que la mayoría de los SUV debido al uso extensivo de polímero reforzado con fibra de carbono, aunque se basa en la misma plataforma que el Audi Q7, Bentley Bentayga, Porsche Cayenne y Volkswagen Touareg. El Urus cuenta con un motor V8 biturbo de 650 caballos de fuerza, y existe una versión híbrida enchufable. El Urus posee un diseño de motor delantero y tracción total. El Urus alcanza una velocidad máxima de 190 mph (305 km/h), lo que lo convertiría en el SUV de producción más rápido del mundo, superando los 187 mph (301 km/h) del Bentley Bentayga. Su capacidad es de cuatro personas.

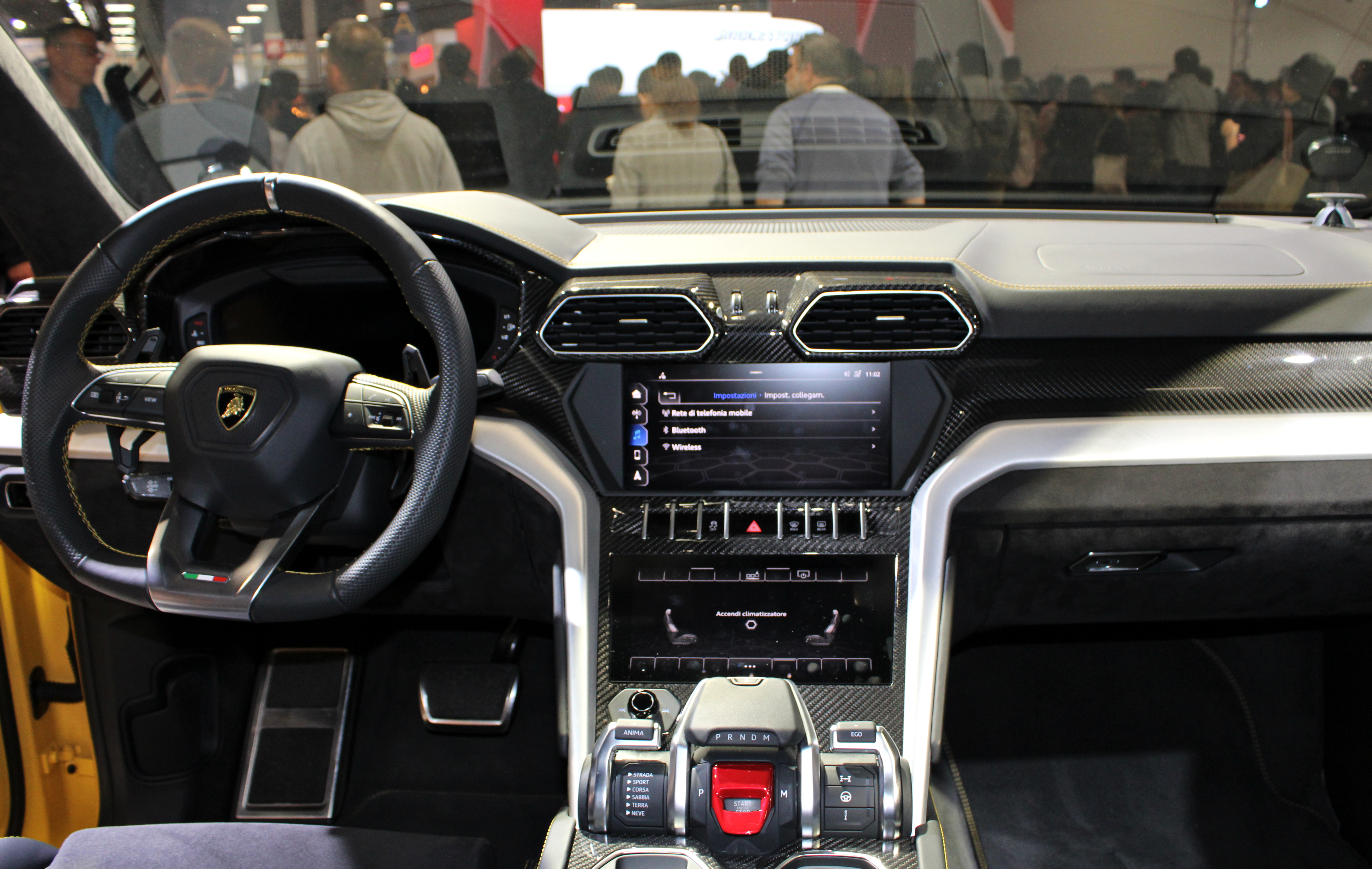
Interior.

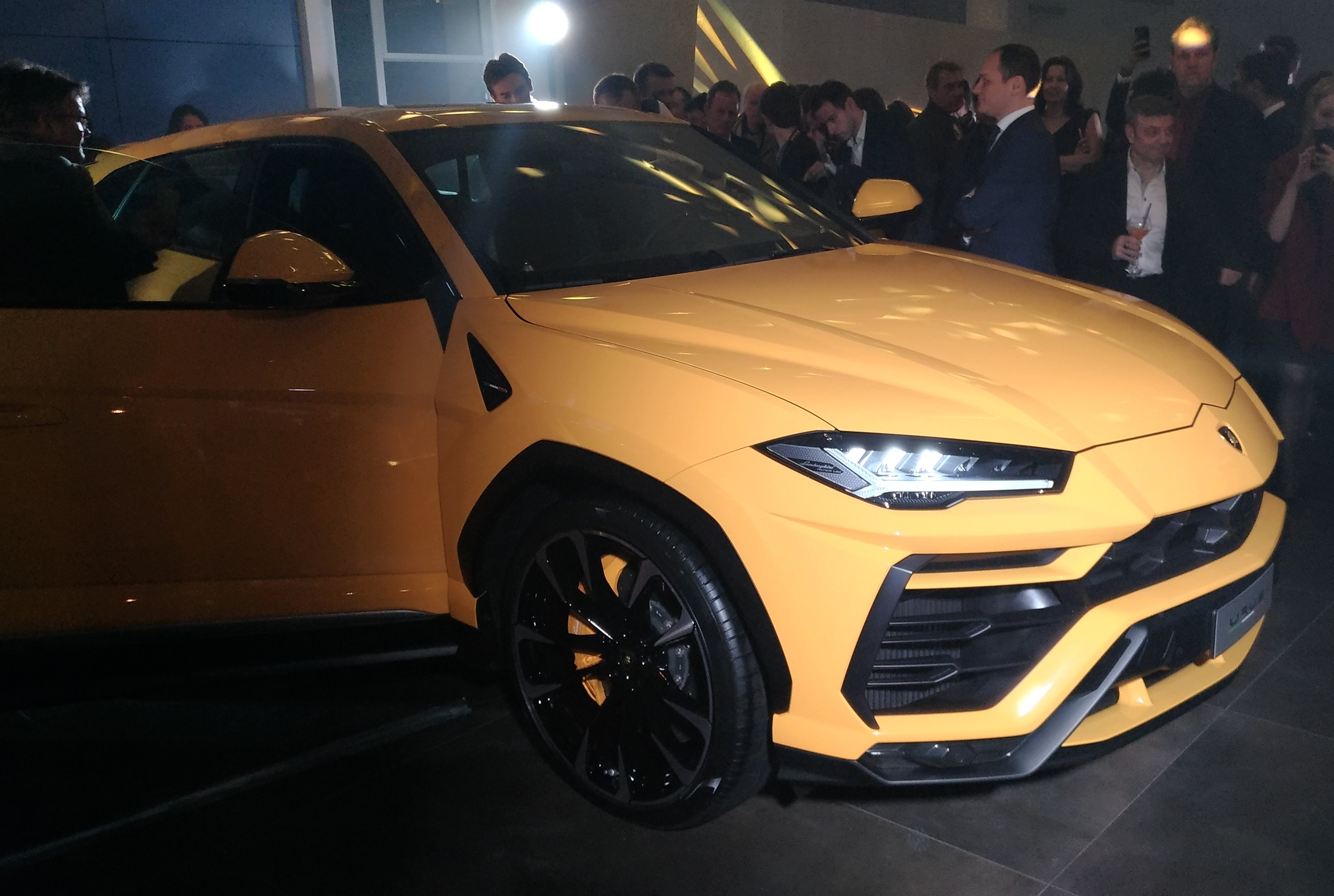
Modelo de producción del Lamborghini Urus.

## Producción
En septiembre de 2013, el CEO de Lamborghini, Stephan Winkelmann, confirmó que el Urus entrará en producción, convirtiéndose en el primer SUV de la marca desde el Lamborghini LM002.
La producción comenzará en febrero de 2018 y Lamborghini planea construir 1000 unidades en el primer año de producción, y 3500 en 2019.

## Aspecto más temprano del nombre
Lamborghini había registrado el nombre "Urus" antes de la introducción del Lamborghini Estoque en el Salón del Automóvil de París 2008, y los blogs de noticias automotrices Jalopnik y Autoblog creían que el nombre se aplicaría a lo que finalmente se descubrió que era el Estoque.

## En la cultura popular
El auto ha aparecido tanto en su versión conceptual como en su versión final de 2018 en series de videojuegos de carreras, como Asphalt,y Forza.